# Федьково (Вологодская область)
Федьково — деревня в Бабаевском районе Вологодской области.
Входит в состав Центрального сельского поселения, с точки зрения административно-территориального деления — в Центральный сельсовет.
Расположена на берегах реки Колошма. Расстояние по автодороге до районного центра Бабаево составляет 93 км, до центра муниципального образования деревни Киино — 5 км. Ближайшие населённые пункты — Гора, Калачево, Качалово, Кондратово, Шеино.
Население по данным переписи 2002 года — 2 человека.